# 理查德·帕克
理查德·帕克（英語：Richard Parke，1893年12月13日—1950年8月23日），美国男子雪车运动员。他曾代表美国参加1928年冬季奥林匹克运动会雪车比赛，联同比利·菲斯克、尼恩·塔克、杰弗里·梅森和克利福德·格雷获得一枚金牌。